# 残念、ここは世界の裏側です。
『残念、ここは世界の裏側です。』（ざんねん、ここはせかいのうらがわです。）とは、青春による日本の漫画作品。『月刊コミックジーン』（メディアファクトリー）にて、2011年7月号（創刊号）から2013年5月号まで連載された。単行本は全3巻。

## あらすじ
男子高校生・青居林檎が、ネットサーフィンをしている最中、怪しいボタンをクリックすると、パソコンのモニター画面から突如魔法の国の王子様・ミキが現れる。更に、何故か林檎はミキに気に入られてしまい、以後彼の身の回りで様々な騒動が巻き起こる。

## 登場人物

### 主要人物
青居 林檎（あおい りんご）
本作の主人公。外国人（国籍不明）の父親と日本人の母親を持つハーフで、金髪青眼の男子高校生。1年3組在籍。ネットサーフィンをしている最中に、運悪くミキを呼び出したことがきっかけで、彼に気に入られ、付きまとわれてしまった苦労人。姉・苺を恐れている。自分の名前にコンプレックスがある。
ミキ王子
魔法の国の王子様。通称：ミキ。セミロングの黒髪に赤瞳。育った環境のためか、空気を読まず、常にマイペースな性格。婚約者・レディに追われていた所を林檎と出会う。何故か林檎を気に入り、友達になろうとする。
G.F（グリーン・フィールド）
ミキの従者。ミキの魔法で、勝手に呼び出されている。趣味は、園芸。穏やかな言動とは裏腹に、戦闘力が高く、手先も器用だが、魔法は使えない。本人曰く「『こちら』側の人間」。ミキと出会うまでは、過酷な環境に身を置いていた模様。

### その他の登場人物
レディ・ミキ
ミキの婚約者。通称：レディ。気が強く直情的な性格。攻撃魔法を得意とする。定期的に、ミキを追いかけている。
青居 苺（あおい いちご）
林檎の姉。短気かつ凶暴な性格であり、弟・林檎曰く「姉の面を被った鬼」。
コピー
魔法の国の人形で、ミキのコピー。外見はミキと瓜二つ。人格や意志はあるが、魂は無い。本物のミキと比べて、テンションが高い。見分け方は、左耳に刻まれた製造番号。
上野 隆（うえの たかし）
林檎のクラスメイトで友人。成績は悪いが、性格は明るく運動万能で人気者。陸上部とサッカー部を掛け持つ。実は、聡によって作られたコピーの人形。
上野 聡（うえの さとし）
隆の双子の兄。外見は双子の弟・隆と瓜二つだが、成績優秀な反面、冷徹な性格で、隆以外の人物とは関わりを持とうとしない。実は、母親を殺した為に魔法の国から逃亡してきた。

## 書誌情報
- 青春『残念、ここは世界の裏側です。』メディアファクトリー〈MFコミックス ジーンシリーズ〉、全3巻[2]
  1. 2012年2月27日発売[3]、ISBN 978-4-8401-4429-2
  2. 2012年9月27日発売[4]、ISBN 978-4-8401-4730-9
  3. 2013年5月27日発売[5]、ISBN 978-1-3876-8644-5